# Evius albaecoxae
Evius albaecoxae är en fjärilsart som beskrevs av Rothschild 1910. Evius albaecoxae ingår i släktet Evius och familjen björnspinnare. Inga underarter finns listade i Catalogue of Life.